# جازندر (فيروزة)
جازندر (بالفارسية: جازندر) هي قرية تقع في قسم طاغنكوة الشمالي الريفي في إيران. يقدر عدد سكانها بـ 41 نسمة .